# Ubuntu Unity
Ubuntu Unity ist eine auf Ubuntu basierende Linux-Distribution, die Unity anstatt der Gnome-Desktop-Umgebung verwendet. Die erste Version von Ubuntu Unity (20.04 LTS) wurde am 7. Mai 2020 veröffentlicht.

## Geschichte
Die Desktop-Umgebung Unity wurde ursprünglich von Canonical Limited entwickelt und war zum ersten Mal in Ubuntu 11.04 (im April 2011 veröffentlicht) anstelle von Gnome als Standard-Oberfläche enthalten. 2017 beschloss Canonical, Unity nicht mehr weiterzuentwickeln und Gnome wieder zur Standard-Oberfläche in den kommenden Ubuntu-Versionen zu machen. Später wurden eine Reihe von Forks vorgestellt, die die Unity-Oberfläche verwenden. Einer davon ist Ubuntu Unity, der von dem damals zehnjährigen Entwickler Rudra B. Saraswat gestartet wurde.

## Veröffentlichungen

### Ubuntu Unity 20.04 LTS
Dies war die erste Version von Ubuntu Unity. Sie wurde am 7. Mai 2020 freigegeben, zwei Wochen nach dem Ubuntu 20.04 veröffentlicht wurde.

### Ubuntu Unity 20.10 STS
Diese Version wurde am 22. Oktober 2020 veröffentlicht.

### Ubuntu Unity 21.04 STS
Diese Version wurde am 22. April 2021 veröffentlicht.

### Ubuntu Unity 21.10 STS
Diese Version wurde am 14. Oktober 2021 veröffentlicht.

### Ubuntu Unity 22.04 LTS
Diese Version wurde am 21. April 2022 veröffentlicht.

### Ubuntu Unity 22.10 STS
Diese Version wurde am 20. Oktober 2022 veröffentlicht. Sie wird als erste Version als offizielles Ubuntu-Derivat unterstützt.

### Ubuntu Unity 24.04 LTS
Diese Version wurde am 25. April 2024 veröffentlicht.

## Vorinstallierte Anwendungen
Einige der unter Ubuntu Unity vorinstallierten Anwendungen sind:
- Cheese
- CUPS
- Evince
- Simple Scan
- Firefox
- Geary
- GNOME Calendar
- Gnome Disks
- Nautilus
- Gnome Terminal
- Gnome Videos
- GParted
- Eye of Gnome
- Libre Office
- Nemo
- Pulse Audio
- Remmina
- Rhythmbox
- Shotwell
- Startup Disk Creator
- Gedit
- Thunderbird
- Transmission
- Ubuntu Software
- Unity Tweak Tool